# Mother's Milk
Mother's Milk — четвертий студійний альбом американського рок-гурту Red Hot Chili Peppers. Він вийшов 16 серпня 1989 р. на Capitol Records і розійшовся тиражем 2 000 000 копій, отримавши статус двічі платинового.
Альбом досяг 52-го місця у хіт-параді Billboard Top 200, ставши золотим у середині 1990-х і платиновим — 2005 року.

## Ілюстрації
На обкладинці Mother's Milk присутня чорно-біла фотографія гурту на руках у пропорційно набагато більш великої голої дівчини. Спочатку було дві фотографії жінок, які хотіли використати, одна була фотографією дівчини Кідіса Іони Скай, а інша — моделі Елайни Дон, яка згодом звинуватила гурт в тому, що їй не повідомили про вибір її фотографії для обкладинки. Крім того, кілька національних мереж відмовилися продавати альбом оскільки обкладинка була занадто відвертою. На обкладинку альбому надихнув постер Кідіса 60-х років Sly and the Family Stone, чий фронтмен Слай Стоун тримав у себе на долоні зменшений гурт. Коли Кідіс взявся за пошуки підходящої фотографії, Фрущанте відкидав всі варіанти, поки не зупинився на фотграфії, де він сидить і сміється. Mother's Milk продавався з наклейкою-стікером «занадто відверті тексти». Кідіс згадує: «Це не турбує мене. Наші тексти відверті, вони про секс або дружбу чи кохання заради життя в цілому». Обкладинка альбому також включає в себе малюнок Хіллела Словака. Обмежена версія альбому була випущена з оголеними грудьми моделі. Дон надалі подала за це на гурт до суду, після чого виграла $50 000 компенсації.
Обкладинки синглів з альбому також виконані в єдиному стилі. На обкладинці «Knock Me Down» гурт знаходиться без футболок на тлі слона в Африці. На «Higher Ground» використана фотографія гурту на тлі великого зображення обличчя Кідіса.

## Список пісень
Автори всіх пісень — Red Hot Chili Peppers, окрім зазначених випадків.
1. Good Time Boys — 5:02
2. Higher Ground (Стіві Вандер) — 3:23
3. Subway To Venus — 4:25
4. Magic Johnson — 2:57
5. Nobody Weird Like Me — 3:50
6. Knock Me Down — 3:45
7. Taste The Pain — 4:32
8. Stone Cold Bush — 3:06 (Д. Г. Пелігро, Флі, Фрусчанте, Кідіс, Сміт)
9. Fire (Джимі Хендрікс) — 2:03
10. Pretty Little Ditty — 1:37 (3:08 в ремастерованій версії)
11. Punk Rock Classic — 1:47
12. Sexy Mexican Maid (Д. Г. Пелігро, Флі, Фрусчанте, Кідіс, Сміт) — 3:23
13. Johnny, Kick A Hole In The Sky — 5:12

### Бонус-треки на ремастерованому виданні 2003р.
1. Song That Made Us What We Are Today (Demo) — 12:56
2. Knock Me Down (Original Long Version) — 4:44
3. Sexy Mexican Maid (Original Long Version) — 3:59 (Д. Г. Пелігро, Флі, Фрусчанте, Кідіс, Сміт)
4. Salute To Kareem (Demo) — 3:24
5. Castles Made Of Sand (Live) (Хендрікс) — 3:19
6. Crosstown Traffic (Live) (Хендрікс) — 2:53

## Сингли
1. Knock Me Down (1989)
2. Higher Ground (1989)
3. Taste The Pain (1989)

## Склад
- Ентоні Кідіс — вокал
- Джон Фрусчанте — гітара, бек-вокал
- Флі — бас, бек-вокал, труба в «Taste The Pain»
- Чед Сміт — барабани
- Гілель Словак — гітара в «Fire»
- Джек Айронз — барабани в «Fire»
- Фіш — барабани в «Taste The Pain»
- Дейв Коулмен — віолончель
- Патрік Інґліш — труба
- Вікі Калун, Бруно Дерон, Меріл Уорд, Джоел Верджел Вірджел, Вег, Джек Шерман, Аклія Шин, Крістен Вігард, Джулі Ріттер, Айріс Паркер, Гретчен Сігер — бек-вокал в «Higher Ground»